# King Kong: Jean-Luc Ponty Plays the Music of Frank Zappa
King Kong: Jean-Luc Ponty Plays the Music of Frank Zappa è un album del 1970 realizzato dal violinista jazz francese Jean-Luc Ponty in collaborazione con Frank Zappa, autore ed arrangiatore di tutti i brani (eccetto il quarto, composto dallo stesso Ponty). Il violinista aveva già collaborato con Zappa per la realizzazione dell'album Hot Rats, pubblicato l'anno precedente.

## Tracce
1. King Kong – 4:54
2. Idiot Bastard Son – 4:00
3. Twenty Small Cigars – 5:35
4. How Would You Like to Have a Head Like That (Jean-Luc Ponty) – 7:14
5. Music for Electric Violin and Low-Budget Orchestra – 19:20
6. America Drinks and Goes Home – 2:39

## Formazione
- Jean-Luc Ponty – violino, violino elettrico, violino baritono
- Frank Zappa – chitarra elettrica
- John Guerin – batteria
- Buell Neidlinger – basso
- George Duke – tastiere
- Art Tripp – batteria
- Ian Underwood –  sassofono tenore
- Ernie Watts – sassofono alto e tenore
- Harold Bemko – violoncello
- Donald Christlieb – fagotto
- Gene Cipriano – corno inglese, oboe
- Vincent DeRosa – corno francese, discanto
- Gene Estes – percussioni, vibrafono
- Milton Thomas – viola